# Carl Vilhelm Modée
Carl Wilhelm Modée,  född 31 mars 1735 troligen i Stockholm, död 12 oktober 1798 i Hasslöv, Hallands län, var en svensk sjömilitär och ämbetsman.
Modée blev överståthållare i Stockholm 29 september 1792 och amiral och överkommendant i Karlskrona 23 december 1793.

## Utmärkelser
- Riddare med stora korset av Svärdsorden, för Sjöslaget vid Hogland,  27 juli 1788[3]

[Redigera Wikidata]